# Süstedt
Süstedt är en ortsteil i kommunen Bruchhausen-Vilsen i Landkreis Diepholz i förbundslandet Niedersachsen i Tyskland. Süstedt var en kommun fram till 1 november 2016 när den uppgick i Bruchhausen-Vilsen. Kommunen Süstedt hade 1 559 invånare 2016.